# Simfonia núm. 2 (Elgar)
La Simfonia núm. 2 en mi bemoll major, op 63, és la segona i última de les simfonies que va compondre Edward Elgar. La va compondre entre 1909 i 1911, tot i que alguns esbossos daten de 1903. Va ser estrenada al London Musical Festival al Queen's Hall per la Queen's Hall Orchestra el 24 de maig de 1911 amb el compositor dirigint. En l'obra consta la següent dedicatòria:
Dedicada a la memòria de sa difunta Majestat el rei Eduard VII.
Aquesta simfonia, destinada abans de 1910 a ser un lleial tribut, porta la present dedicatòria amb la graciosa aprovació de sa Majestat el Rei.
16 de març de 1911.
La partitura de la simfonia està precedida d'una cita de Shelley, del seu poema Invocació:
Rarely, rarely comest thou,
Spirit of delight!
(Rarament, rarament arribes,
Esperit del delit!)

## Instrumentació
La simfonia està orquestrada per a tres flautes, un piccolo; dos oboès i Corn anglès; clarinet mi bemoll, dos clarinets si bemoll i un clarinet baix; dos fagots i contrafagot, quatre trompes, tres trompetes, tres trombons, tuba, timbals, percussió (incloent-hi caixa, bombo, pandereta i plats), dues arpes i instruments de corda.

## Estructura
La simfonia comprèn quatre moviments:
- I. Allegro vivace e nobilmente
- II. Larghetto
- III. Rondo: Presto
- IV. Moderato e maestoso

## Història
Els primers esbossos de la simfonia daten de 1903, també hi ha algun fragment del moviment lent escrit el 1904. Aquestes primeres idees van coincidir amb la mort sobtada del seu amic Alfred Rodewald, un músic aficionat i home de negocis de Liverpool. Elgar va començar a treballar seriosament en la simfonia l'octubre de 1909, mentre visitava Venècia. Originalment va caracteritzar el segon i tercer moviments com a representants del contrast entre el fosc interior de la Catedral de Sant Marc de Venècia i l'assolellada plaça de fora. Després la va deixar de banda un any sencer i s'hi va tornar a posar l'octubre següent per acabar-la el 28 de febrer de 1911. La dedicatòria a Eduard VII no s'hi hauria de donar massa importància, simplement és perquè va coincidir en el temps. Al final de la simfonia va posar els topònims Venècia i Tintagel. Aquest últim indret l'havia visitat amb el seu amic Frank Schuster mentre feia una gira automobilística per Cornualla la primavera de 1910, en el mateix moment en què Alice Stuart Wortley hi era de vacances. Stuart Wortley, filla del pintor John Everett Millais, era l'estimada amiga d'Elgar a qui ell anomenava "Windflower", i el seu amor per ella i la seva inspiració per a ell són ben coneguts.
El crític musical de Los Angeles, Jim Svejda va descriure el període eduardià com «el tendre Götterdämmerung» i «de fet tota la simfonia té un caràcter elegíac, potser només superada pel seu tardà Concert per a violoncel (1919).»

## Representacions
L'estrena, el 24 de maig de 1911 en un concert del London Festival, va resultar una decepció per a Elgar. L'assistència de públic no va cobrir les expectatives i la resposta va ser freda, malgrat el grandíssim èxit del Concert per a violoncel de la tardor prèvia. El seu amic, el violinista W. H. Reed va apuntar que tot i les repetides crides a l'escenari del compositor, aquest «va lamentar la inequívoca impressió que es produeix quan el públic, fins i tot el públic anglès, es mostra clarament apàtic.» Reed diu que Elgar va manifestar-li «Què els passa, Billy? Mira'ls, asseguts com un ramat de porcs encebats.» Potser va ser degut a l'esperit de l'obra; a diferència de la Primera Simfonia i del Concert per a violí no conclou amb un esplendorós tutti orquestral, sinó tranquil·lament i melancòlica.